# Jorge Luis Vázquez
Jorge Luis Vázquez (Guadalajara, Jalisco; México, 9 de agosto de 1979) es un actor mexicano.

## Trayectoria

### Telenovelas
- (2022) Amor dividido ... Kevin Ferrer
- (2021) Buscando a Frida ... Enrique Arteaga
- (2019) Doña Flor y sus dos maridos ... Joaquín Valderrábano
- (2018) El señor de los cielos ... Fabricio Ponce
- (2017-2018) Caer en tentación .... Fernando Godoy Alba
- (2016) El Chema ... Fabricio Ponce
- (2015) Tanto amor .... Antonio "Tony" García / Edson Figueroa
- (2013) Destino .... Héctor Nava
- (2012) La Teniente .... Teniente de Navío Alexis Madariaga
- (2012) Los Rey .... Joel "El Chino Matus"
- (2011) Cielo rojo .... Alonso Nájera
- (2010) Entre el amor y el deseo .... Felipe Domunt García
- (2010) La loba .... Enrique "Quique" Fernández Luna
- (2009) Vuélveme a querer .... José Manuel Robles
- (2006) Marina ... Elías Alarcón Morales
- (2005) Los Plateados ... Farnesio

### Series
- (2024) Un día para vivir ... Ivar Resendiz[1]
- (2022) Lotería del crimen ... Diego Barraza (El Matraquero)[2]
- (2016) Un día cualquiera ... Alejandro (Herencia "historia 2"), Álvaro (Síndromes extraños "historia 1")

### Programas de TV
- (2016) La Isla, el reality (Temporada 5, La Revancha) .... Concursante, Ganador
- (2015) La Isla, el reality (Temporada 4) .... Concursante, Décimo Eliminado (9° Lugar)